# Freie Waldorfschule Gladbeck
Die Freie Waldorfschule Gladbeck wurde 1980 gegründet und befindet sich in Gladbeck. Die Ausbildung der Schüler erfolgt nach der von Rudolf Steiner beschriebenen Waldorfpädagogik. Sie ist Teil des Bundes der Freien Waldorfschulen. Die Schule hat etwa 470 Schüler.

## Geschichte
Die Freie Waldorfschule Gladbeck wurde am 4. August 1980 gegründet. Ihren Standort fand sie im leerstehenden Gebäude der Bergbauberufsschule in Gladbeck-Butendorf an der Horster Straße. Der Unterricht begann mit vier Klassen, die Schülerzahl stieg aber schnell an und es kam jedes Jahr eine Klasse hinzu. Im Jahr 1984 wurde ein Anbau errichtet, im folgenden Jahr eine Turnhalle und 1986 ein Neubau mit Speiseraum. Inzwischen verfügt die Schule auch noch über einen Schulgarten, einen Pausenhof mit Spielbereich und einen Sportplatz.
Zudem wird jedes Jahr eine Schulzeitung namens Colorit veröffentlicht. Sie wird von einem Redaktionsteam, bestehend aus Lehrern und Eltern, geschrieben.

## Schulform
Die Freie Waldorfschule Gladbeck ist eine staatlich anerkannte Ersatzschule. Wie alle freien Waldorfschulen, beruht die Schulform auf der von Rudolf Steiner beschriebenen Waldorfpädagogik. Dabei bietet die Schule alle Klassen der Sekundarstufen I und II an. Zeugnisse bis Klasse 12 werden in Gutachtenform erstellt. An der Waldorfschule Gladbeck können alle staatlichen Abschlüsse erlangt werden, dazu gehören: Hauptschulabschluss, Realschulabschluss, Fachhochschulreife und das Abitur. Die Schule ist als offene Ganztagsschule konzipiert.
Die Schule wird nur zum Teil durch den Staat finanziert. Sie ist auf Spendengeld von den Eltern der Schüler angewiesen. Auch wenn Schulträgerkosten keine Pflicht mehr sind, sind sie häufig auf freiwilliger Basis anzutreffen.

## Klassenfahrten
Ab dem fünften Schuljahr verreisen die Klassen jedes Jahr. Ein Höhepunkt der Reisen ist die Feldmessfahrt in der zehnten sowie zwölften Klasse. Dabei lernen die Schüler ein fremdes Land und seine Kultur kennen.

## Fächer
Neben Fächern, die auch an staatlichen Schulen angeboten werden, gibt es Eurythmie, Russisch und Handarbeit. In der Mittelstufe kommen Handwerken, Gartenbauunterricht, Chor und Orchester hinzu.
In der Oberstufe wird im Epochalunterricht angeboten: Schmieden, Kupfertreiben, Gartenbau, Korbflechten, Buchbinden, Kochen, Tanzen, Schreinern, Schneidern, Theater, Kunstprojekte, Spinnen/Weben, Computer, Technologie, Mikroskopieren, Kleinkindpädagogik, Steinmetzen und Feldmessen.